# ۵۵۶ (قمری)
۵۵۶ (قمری)، پانصد و پنجاه و ششمین سال در گاهشماری هجری قمری است. اول محرم این سال برابر با هفتم ژانویه سال ۱۱۶۱ میلادی است.

## درگذشتگان
- ۱۳ صفر، ادیب کرمینی، مؤلف فرهنگ عربی-فارسی تکملةالاصناف